# Glenea cyanipennis
Glenea cyanipennis é uma espécie de escaravelho da família Cerambycidae. Foi descrita por James Thomson em 1858.

## Subespecie
- Glenea cyanipennis amboynica Thomson, 1860
- Glenea cyanipennis cyanipennis Thomson, 1858